# Lobogeniates nigripennis
Lobogeniates nigripennis är en skalbaggsart som beskrevs av Ohaus 1917. Lobogeniates nigripennis ingår i släktet Lobogeniates och familjen Rutelidae. Inga underarter finns listade i Catalogue of Life.